# Erwin Frink Smith
Erwin Frink Smith (21 de enero de 1854- 6 de abril de 1927) fue un botánico, micólogo, bacteriólogo, y fitopatólogo estadounidense. Jugó un papel importante en la demostración de que las bacterias podrían causar enfermedades de las plantas.

## Biografía
Era aborigen de Gilbert Mills, cerca de Fulton, Nueva York de Louisa Frink Smith y Rancellor King Smith En 1870 se trasladó con su familia a una granja de 32 ha, con un huerto de manzanas, en el Condado de Clinton, Míchigan. La granja finalmente fracasó, provocando que la familia Smith pasara a North Plains Township, Míchigan. Debido a que ya no era necesaria para ayudar en la granja, Smith pudo asistir al Ionia High School, a partir de 1876, cuando tenía 22 años.
Smith leía mucho y fue en gran parte autodidacta en botánica y bacteriología. En 1881, cuando aún estaba en la licenciatura, fue coautor de un texto sobre la flora de Míchigan titulado "Cataloque of the Phaenogamous and Vascular Cryptogamous Plants of Michigan" con Charles F. Wheeler.
En 1885 publicó un libro sobre saneamiento del agua. Smith también disfrutaba escribiendo poesía y escribió varios poemas sobre su infancia, sus maestros de la infancia, e incluso un poema titulado "Evolution".
La pobreza lo alejó de asistir a la universidad después de graduarse B.Sc.. Aceptó un puesto en una prisión de Míchigan, donde trabajó como guardia. Mientras trabajaba allí, desarrolló un interés en la salud pública y saneamiento, y comenzó a leer acerca de la bacteriología. En 1885, fue aceptado en la Universidad de Míchigan, y pasó los exámenes para la mayoría de los cursos poco después de la aceptación, lo que le permitió ganar su M.Sc. en biología después de sólo un año en la universidad. Poco después de obtenerlo en 1886, tomó una posición como jefe de Fitopatología en la Oficina de Industria de Plantas.
En 1889, obtuvo su doctorado por Míchigan. A lo largo de su carrera, persiguió a la hipótesis de que las bacterias eran causas importantes de enfermedades de las plantas. La resistencia en el campo, sobre todo por Alfred Fischer, finalmente dio paso, culminando en sus tres volúmenes, de 1910 "Bacteria en relación con las enfermedades de las plantas".
Fue oficial científico comisionado por el USDA para estudiar enfermedades de vegetales económicos; y, a cargo de la Oficina de Producción Vegetal del U.S. Department of Agriculture, tuvo la extraordinaria cualidad de contratar veinte asistentes mujeres. En un momento en que era inusual para hacerlo, Smith fue reconocido por contratarlas en la Oficina de las industrias vegetales, incluyendo las botánicas Nellie A. Brown, Mary K. Bryan, Florence Hedges, Lucia McCulloch, Agnes J. Quirk. La historiadora Margaret W. Rossiter cita esto como un caso ejemplar del efecto harén en la ciencia.
En 1901, el colega neerlandés-estadounidense explorador Frank Nicholas Meyer trabajó para Smith, luego de su arribo a EE. UU.

## Algunas publicaciones
- e.f. Smith, nellie a. Brown, charles orrin Townsend. 1911. Crown-gall of Plants: Its Cause and Remedy. Bull. 213 USDA Bureau of plant Industry, 215 pp.

- ------------. 1908. Recent Studies of the Olive-tubercle Organism. Bull. 4, fasc. 131 (Bureau of Plant Industry, USDA) 19 pp.

- ------------. 1899. Wilt disease of cotton, watermelon and cowpea (Neocosmospora n.gen.) Bull. of the USDA Div. of Vegetable Physiology & Pathology 17: 1-58, 10 tabs.

- ------------. 1898. The black rot of the cabbage. Farmers' bull. 68. Ed. USDA, 22 pp.

- ------------, p.a. Backman. 1988. Soybean stem canker: an overview. En T.D. Wyllie & D.H. Scott [eds.] Soybean Diseases of the North Central Region pp. 47-55. St. Paul, Minnesota; APS Press

## Honores
- Pte. Mycological Society of America
- La abreviatura «E.F.Sm.» se emplea para indicar a Erwin Frink Smith como autoridad en la descripción y clasificación científica de los vegetales.[13]